# Nesolestes pulverulans
Nesolestes pulverulans – gatunek ważki z rodziny Argiolestidae.
Owad ten jest endemitem Madagaskaru. Znany jest tylko z miejsca typowego położonego w Parku Narodowym Ranomafana w środkowo-wschodniej części wyspy.